# Balneari Prats
El Balneari Prats és un balneari del municipi de Caldes de Malavella (Selva). És un edifici que forma part de l'Inventari del Patrimoni Arquitectònic de Catalunya.

## Descripció
L'edifici d'estil neoclàssic i modernista és un edifici aïllat, de planta baixa i pis, en forma de "L". L'edifici projectat pels arquitectes Duixans i Masramon, consta de quatre plantes i es troba annex a l'edifici original. Per accedir a l'interior, cal travessar una porta gran (entrada per vehicles, però també per persones) d'estil modernista, decorada amb garlandes on hi ha pintat "Balneario Prats". Al costat esquerre hi ha una porta petita que segueix el mateix estil. Tot seguit ens trobem amb un passeig (al costat del qual hi ha una piscina d'aigua termal) que condueix a l'entrada principal on hi ha la recepció de l'hotel-balneari.
La coberta de l'edifici principal és a quatre aigües amb teules, interrumpuda en el cos que dona al carrer Pla i Deniel per una torre de planta quadrada i balaustrada. L'edifici modern està coronat per un terrat.
L'edifici històric, en el costat que dona al carrer Pla i Deniel, té tres cossos verticals. El cos central, té tres obertures a cada nivell. Les de la planta baixa tenen arc pla i estan flanquejades per pilastres. Les del primer pis, en arc escarser molt rebaixat i guardapols decorats amb motius floral i dentallons. Els espais interfinestrals tenen decoracions florals i fulles d'acant. A dalt parament d'obra amb rètol del balneari "Balneario Prats", entre dos baixos relleus florals amb forma circular i rematat amb fulles d'acant. Els cossos laterals tenen dos jocs d'obertures idèntics al cos central, remetades per cornisses motllurades i sostinguda per modillons, i decorada a dalt per frontons semicirculars, amb motius vegetals. La part de l'edifici que dona al passeig i al jardí, és la repetició dels mòduls de la façana principal.
De l'interior, cal destacar dos salons, d'estil modernista, amb unes peculiars columnes de ferro amb uns anells de diferents diàmetres. I destaquen també les motllures amb motius florals al sostre.

## Història
Des de l'antiguitat, a Caldes de Malavella hom aprofitava ja els efectes curatius de les aigües termals. Una mostra clara són les restes de les termes romanes que es conserven al nucli de la població. L'explotació de les aigües es dugué a terme a partir del 1840 quan Joan Balari va establir un negoci a la font del Puig de les Ànimes. Un anunci publicat a "El Eco Guixolense" del 6 de juliol del 1879 atribueix a l'establiment d'Aigües Termals de la vídua Prats i el seu fill uns cinquanta anys d'existència. El balneari Prats actualment és propietat de la família Quintana que l'adquirí a finals de la Guerra Civil.
Aquest Balneari neix de l'adquisició de Prats dels drets del brollador "La Mina". El primer edifici va ser construït entre 1890- 1900 i és un amesurat casal neoclàssic, amb arcades de la PB i frontó. Una reforma i ampliació configura el 1912 tal com el coneixem avui. A continuació del cos principal hi ha un grup de xalets en filera (que es llogaven als clients del balneari) que es van substituir a començaments dels anys 60 per una nova construcció segons projecte de Duixans i Masramón, inspirat en un de previ de Iñiguez y Subías, en el que s'acollien en PB les noves instal·lacions hidroteràpques.